# Theodor Kittelsen

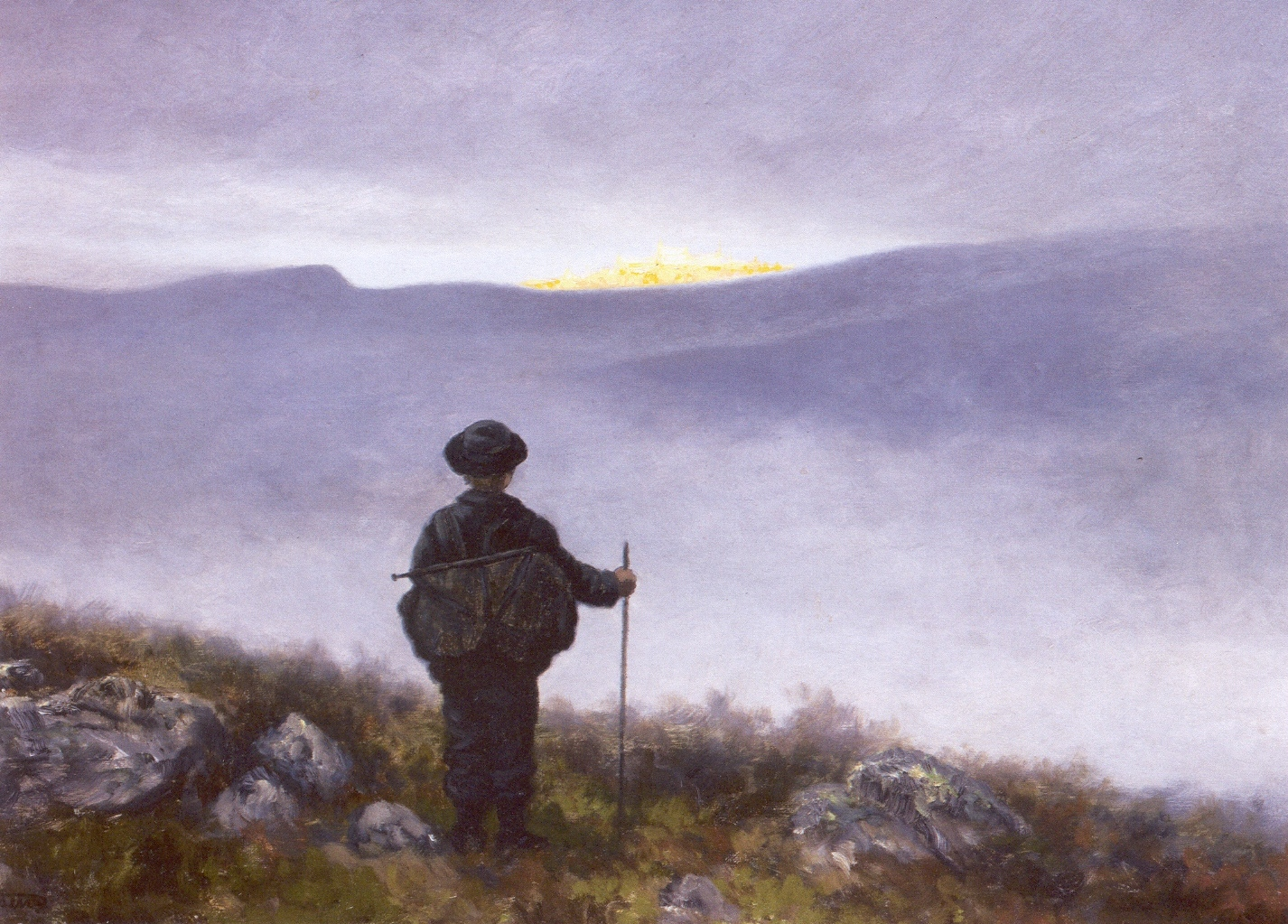
Soria Moria uit Norske Folkeeventyr

Theodor Severin Kittelsen (Kragerø, 27 april 1857 – Jeløya, 21 januari 1914) was een Noorse kunstenaar. Hij is een van de populairste kunstenaars in Noorwegen. Kittelsen werd beroemd door zijn natuur schilderijen, maar ook voor zijn illustraties van sprookjes en legenden, in het bijzonder van de trollen.

## Biografie

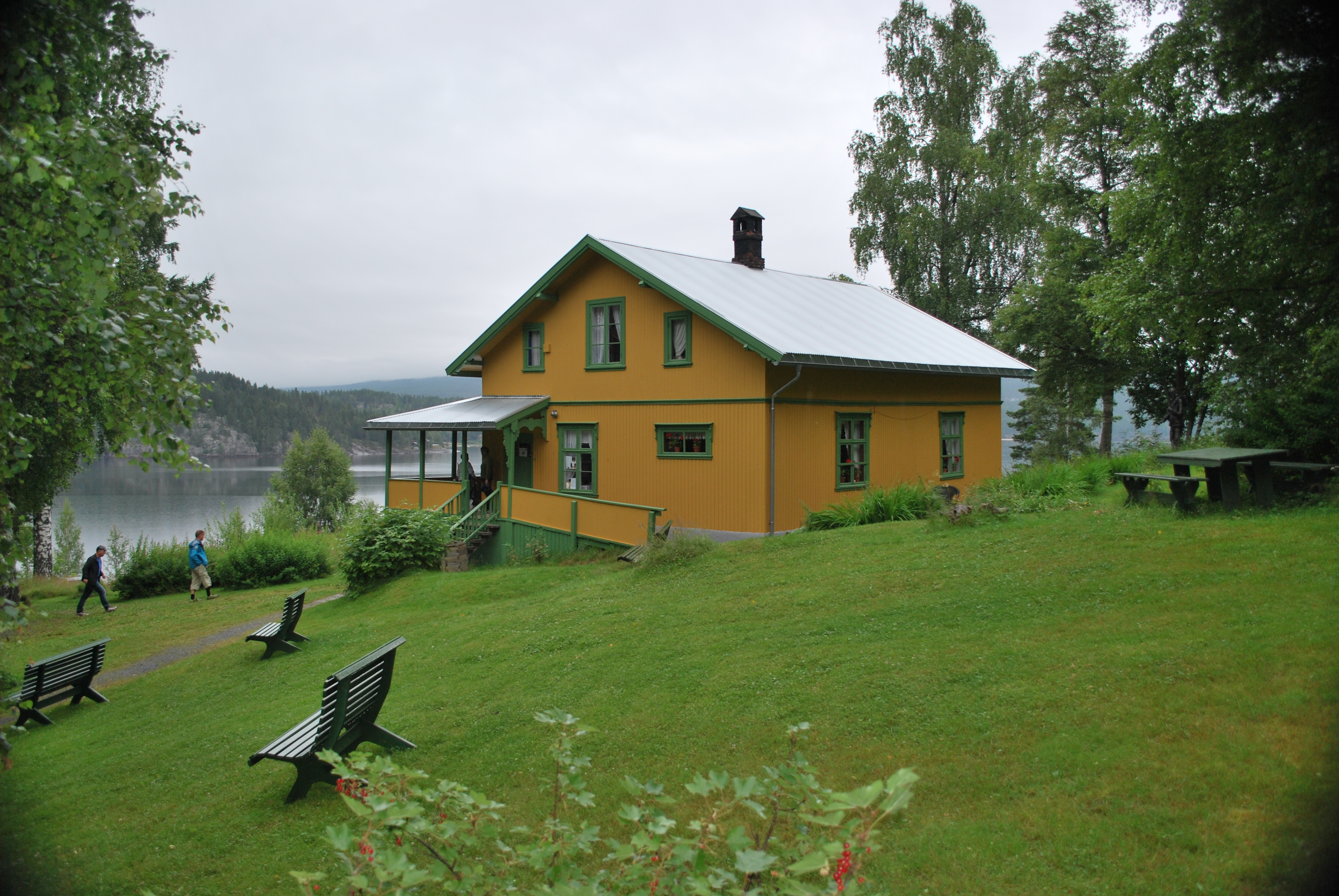
Lauvlia

Kittelsen groeide op in een gezin met acht kinderen in moeilijke omstandigheden, zijn vader overleed toen hij nog jong was. Op zeventienjarige leeftijd werd het tekentalent van Kittelsen ontdekt door Diderich Maria Aall, eerst werd hij leerling aan de tekenschool van Wilhelm von Hanno in Kristiana (het huidige Oslo. Met financiële steun van Aall kon hij gaan studeren in München. Om daar te kunnen blijven studeren verdiende hij bij als tekenaar voor Duitse kranten en tijdschriften.
In 1882 kreeg Kittelsen een staatsbeurs om in Parijs te studeren. Vanaf 1887 keerde hij voorgoed terug naar Noorwegen, eerst vestigde hij zich in Lofoten en later eenmaal met een gezin vestigde hij zich vanaf 1899 in de buurt van Prestfoss. Daar kocht hij een huis dat tevens diende als kunstenaarsatelier dat hij Lauvlia noemde. Kittelsen bracht hier zijn beste artistieke jaren door. Gedurende deze periode werd Kittelsen ingehuurd om Noorse volksverhalen te illustreren door de verzamelaars Peter Christen Asbjørnsen en Jørgen Moe. 
In 1908 werd hij benoemd tot Ridder in de Koninklijke Noorse Orde van St. Olav. Hij werd echter gedwongen om Lauvlia in 1910 te verkopen en te verlaten vanwege een falende gezondheid. Hij kreeg een kunstenaarsbeurs in 1911 maar stierf in 1914 uiteindelijk in armoede in Jeløya.

## Stijl
De stijl van Kittelsen zou kunnen worden omschreven ergens tussen Neo-Romantisch en naïef schilderen. Hij liet zich graag inspireren door de natuur en landschappen. Als een nationale kunstenaar is hij zeer gerespecteerd en bekend in Noorwegen, maar hij krijgt niet veel internationale aandacht. Black metal- en folk metalbands zoals Burzum, Empyrium, Otyg en Satyricon hebben enkele van zijn illustraties als albumkunst gebruikt, met name illustraties uit Kittelsen's boek Svartedauen (De Zwarte Dood). De 160e verjaardag van Kittelsen werd gevierd in een Google-doodle op 27 april 2017.

## Galerij

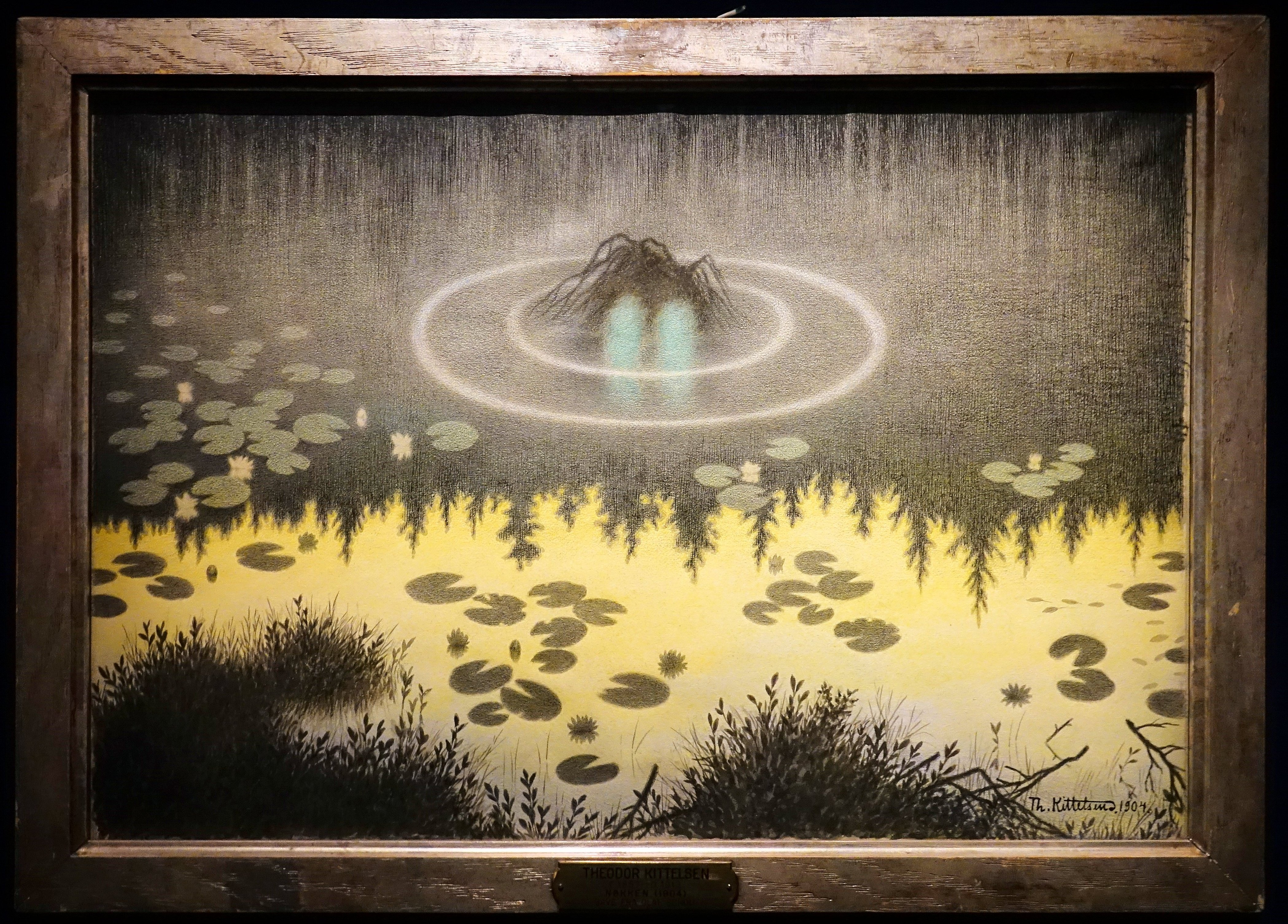
Nøkken, 1887–92 (Necker)
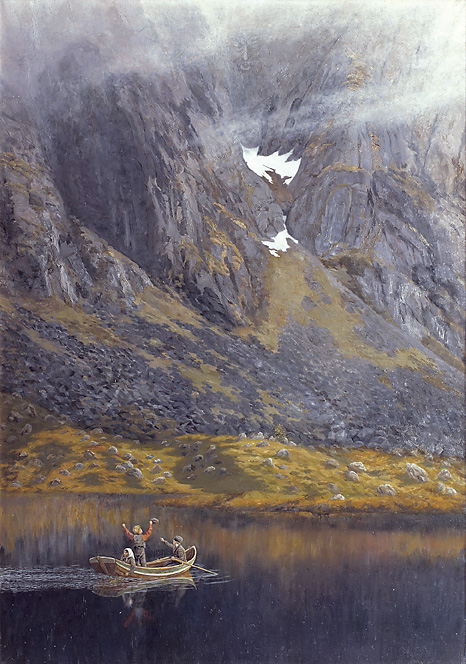
Ekko, 1888 (Echo)
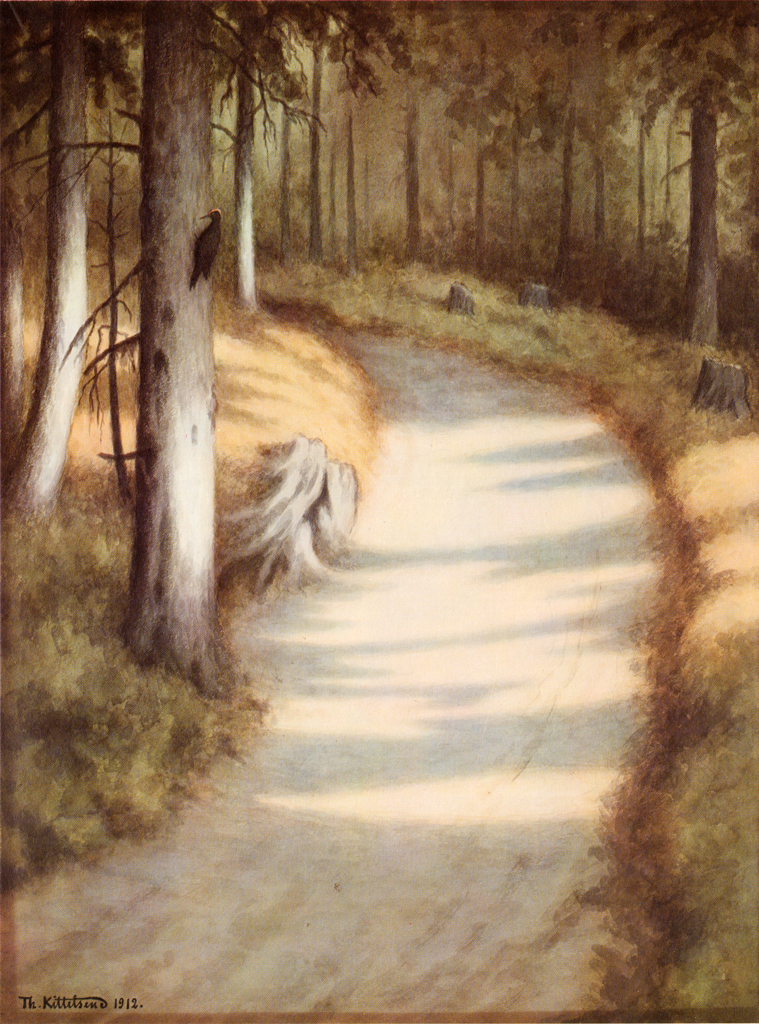
Hakkespett, 1912 (Specht)
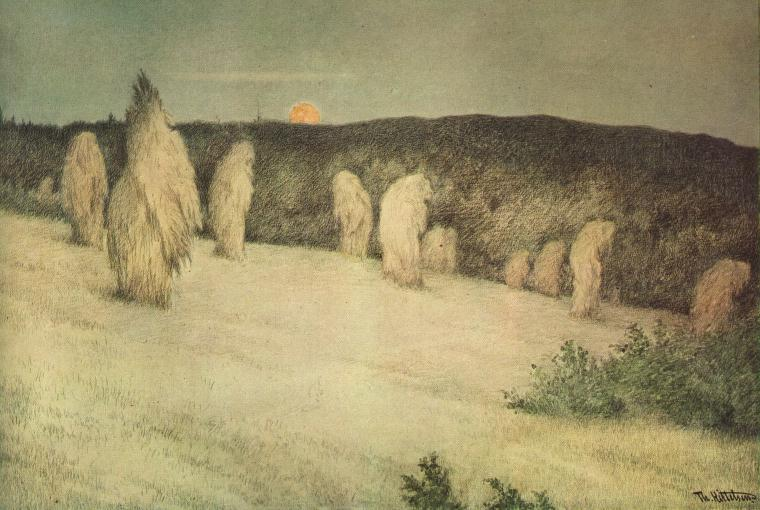
Kornstaur i måneskinn, c. 1900 (Graan in het maanlicht)
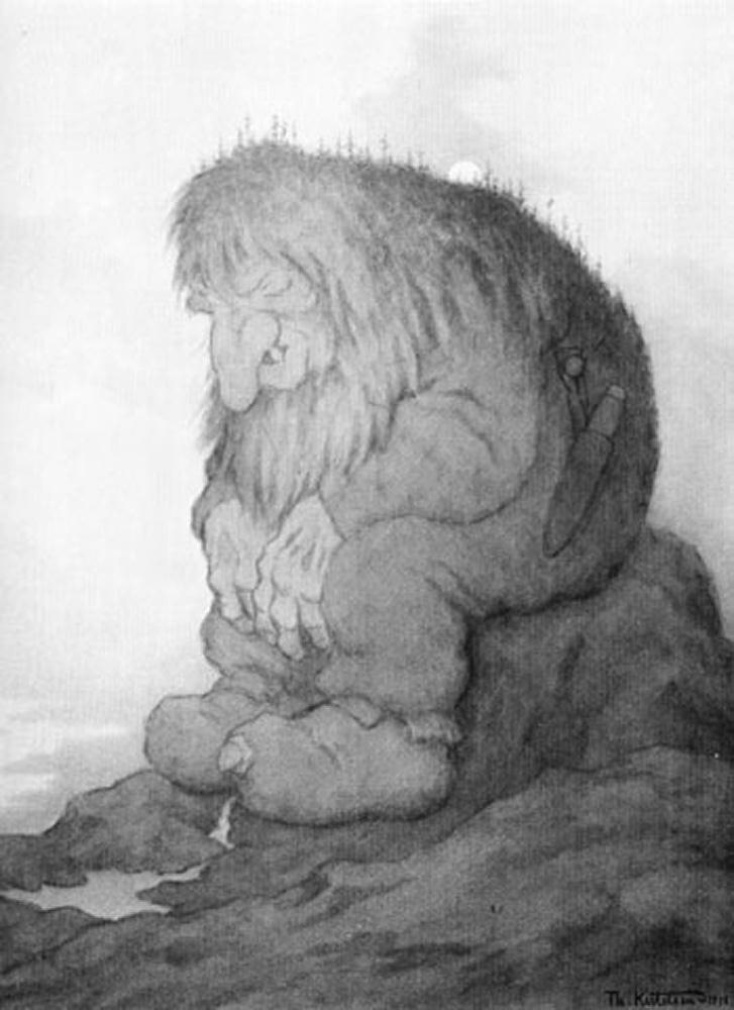
Trollet som grunner på hvor gammelt det er, 1911 (De trol die zich afvraagt hoe oud hij is)

### Illustraties voorSvartedauen(Zwarte Dood)

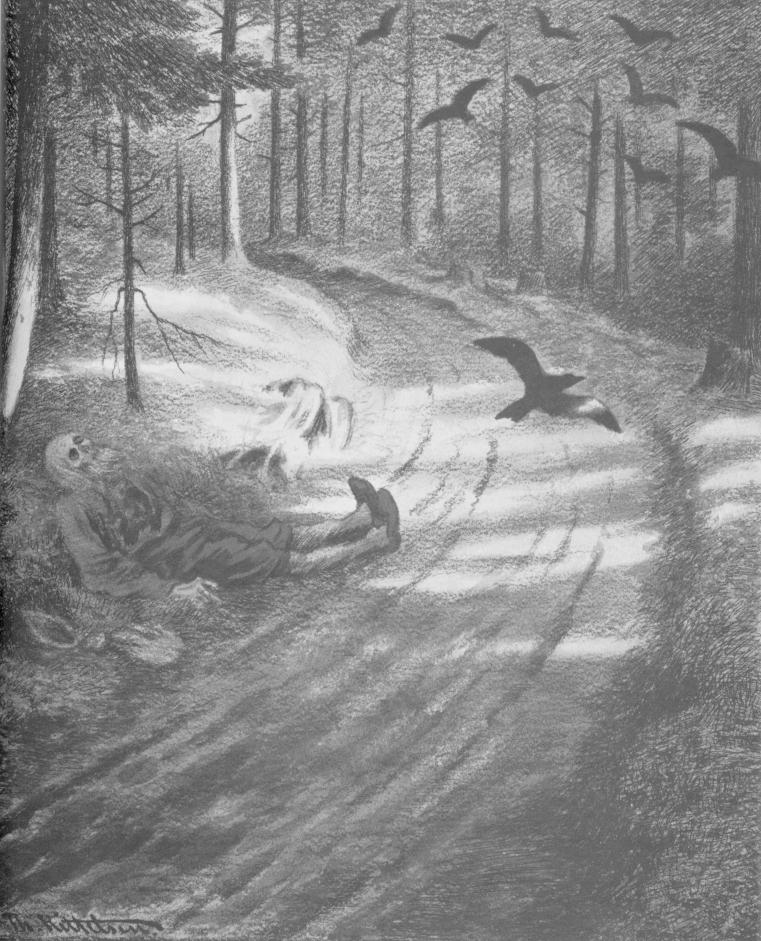
Fattigmannen, 1894–95 (De arme man)
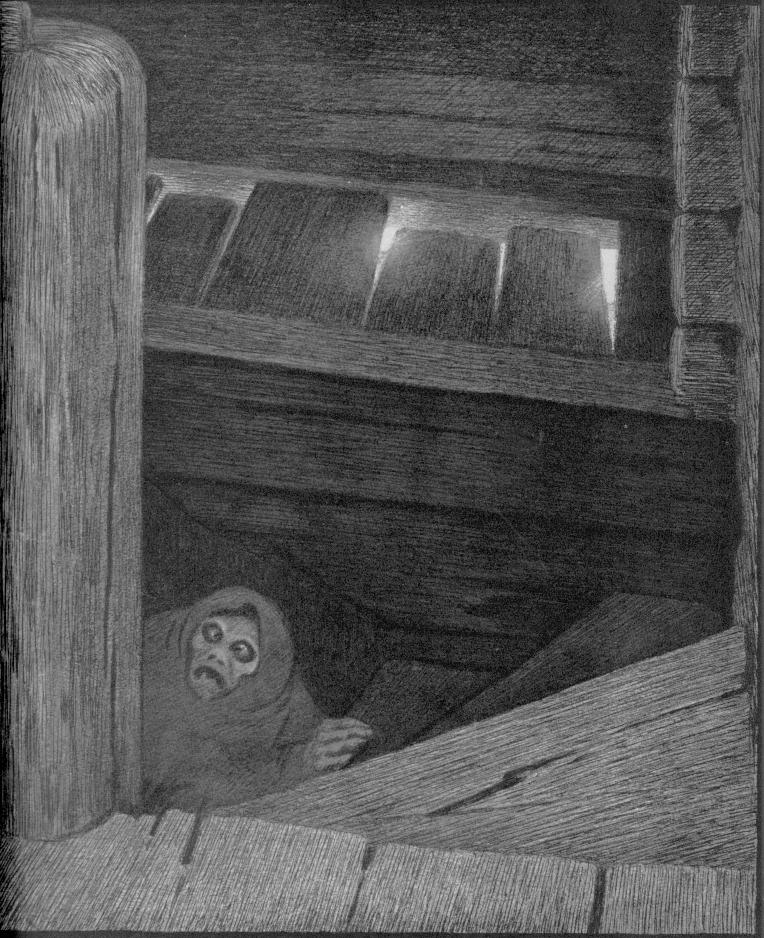
Pesta i trappen, 1896 (Plaag op de trap)
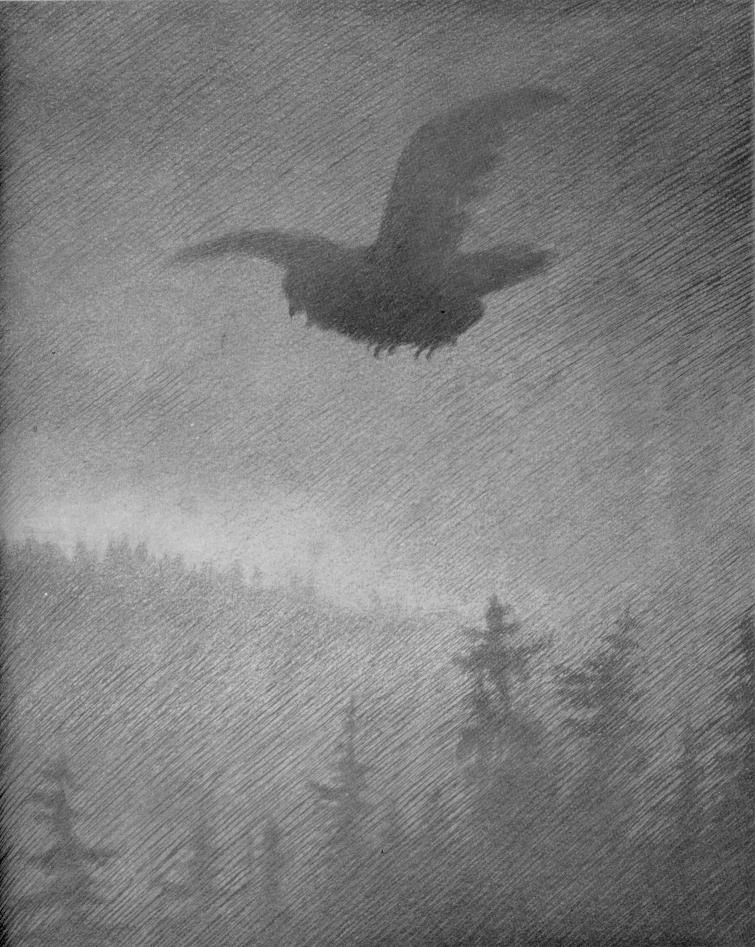
Pesta Kommer, 1894–95 (De plaag komt)
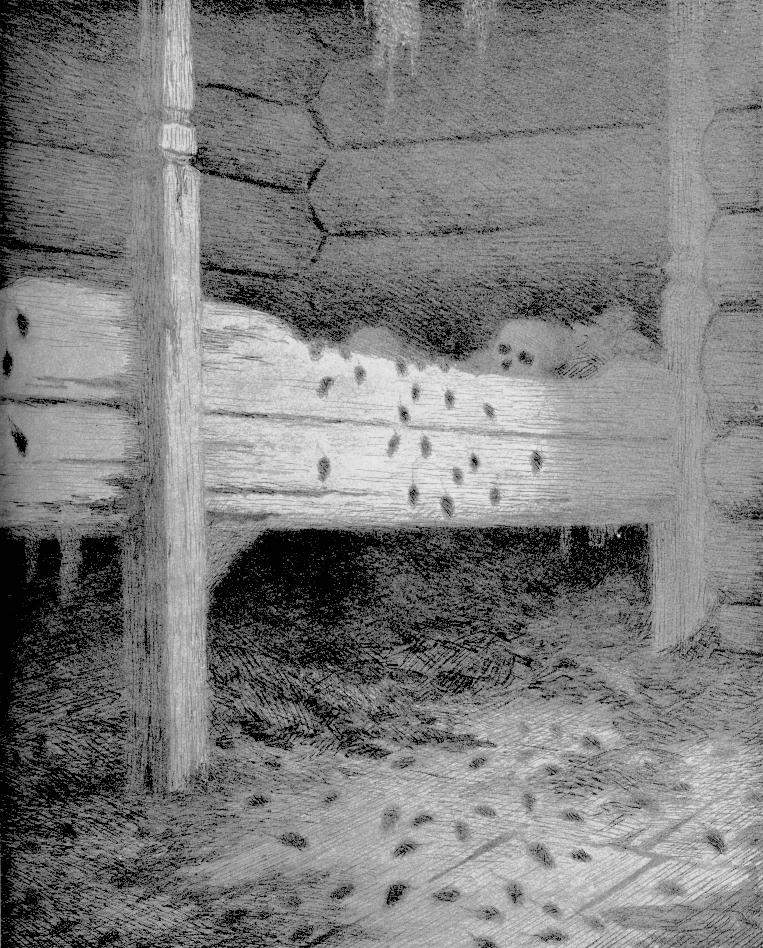
Musstad, 1896 (Muisstad)

### Zelfportret

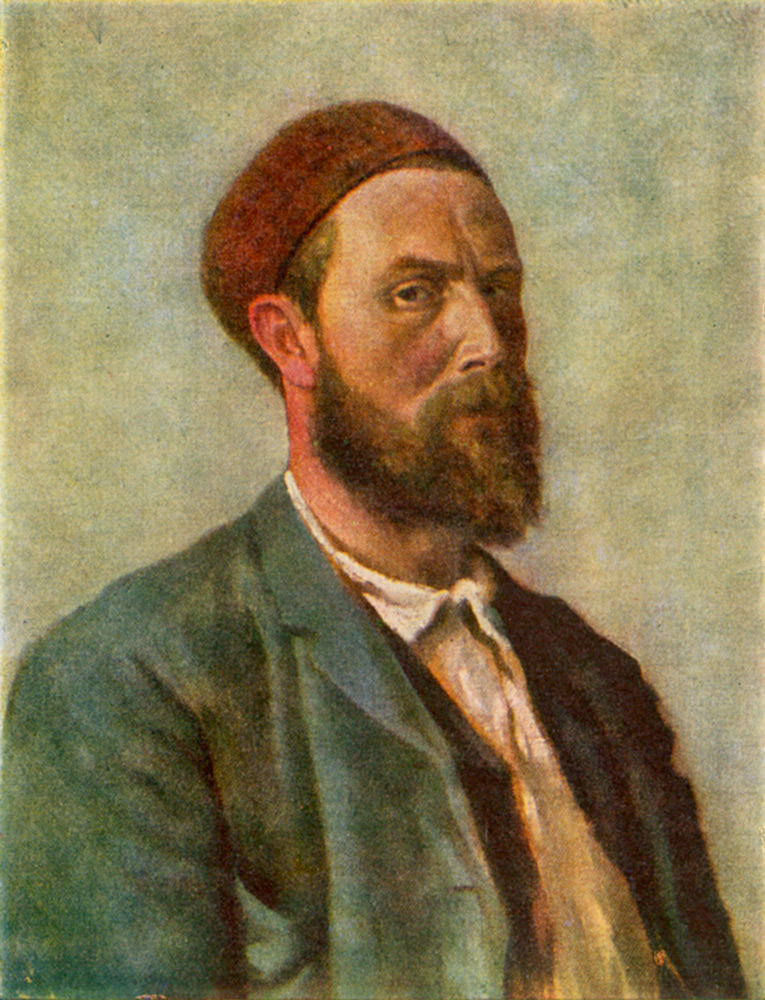
Zelfportret (1891)